# Cytheretta trifurcata
Cytheretta trifurcata is een mosselkreeftjessoort uit de familie van de Cytherettidae. De wetenschappelijke naam van de soort is voor het eerst geldig gepubliceerd in 1960 door Luebimova & Guha.